# 市原合戦
市原合戦（いちはらかっせん）は、治承4年（1180年）9月7日に信濃国で起きた合戦。「善光寺裏合戦」とも呼ばれる治承・寿永の乱の中で起きた合戦の一つ。史料上に初めて現れる源義仲が関与した戦いである。

## 経過
平家に与する信濃の豪族・笠原平五頼直が源義仲討伐のため、木曾への侵攻を企てた。それを察した源氏方（信濃源氏の井上氏の一族）の村山七郎義直と栗田寺別当大法師範覚（長野市栗田）らとの間で治承4年（1180年）9月7日に信濃国水内郡市原付近での戦いが行われた。
勝敗は中々決着せず、ついに日没に至る。矢が尽きて劣勢となった村山方は、源義仲に援軍を要請した。それに応じて大軍を率いて現れた義仲軍を見て、笠原勢は即座に退却した。そして、越後の豪族・城氏の元へと逃げ込んだ（『吾妻鏡』同日条）。
このため城資職が源義仲軍の討滅を期して大軍を率いて信濃国に侵攻した。そして川中島への千曲川渡河地域となる雨宮の渡しの対岸に当たる横田城に布陣した。こうして横田河原の戦いへと続くこととなった。